# Apraclonidin
Apraclonidin ist eine chemische Verbindung aus der Gruppe der 2-(Arylimino)imidazolidinen. Es ist ein adrenerger Rezeptoragonist, der für die Behandlung von erhöhtem Augeninnendruck nach Argon-Laser-Trabekuloplastik zugelassen ist. Dieser Arzneistoff ist ein para-Amino-Derivat von Clonidin.

## Tautomerie
Wird in der Struktur der 2-(Arylmethyl)imidazoline die Methylengruppe in Position 2 durch eine Aminogruppe ersetzt, erhält man 2-(Arylamino)imidazoline mit cyclischer Guanidino-Struktur. Diese können in verschiedenen tautomeren Formen auftreten:

## Pharmakologie
Derzeit wird Apraclonidin nur lokal in Ophthalmika zur Glaukomtherapie eingesetzt. Apraclonidin ist polarer als Clonidin. Dadurch kann es die Blut-Hirn-Schranke nur schlecht passieren, weshalb zentralnervöse Nebenwirkungen nur selten auftreten. Apraclonidin ist dennoch lipophil genug, um von der Hornhaut des Auges resorbiert zu werden. Im Auge bewirkt der Wirkstoff über α2-Rezeptoren eine geringere Kammerwasserproduktion und damit eine Senkung des Augeninnendrucks.
Bei der Anwendung von Apraclonidin wird häufig eine konjunktivale Vasokonstriktion beobachtet. Der Wirkort von α2-Agonisten ist noch nicht ausreichend geklärt. Tierstudien haben gezeigt, dass die Senkung des Augeninnendrucks durch α2-Agonisten aus der Wirkung auf prä- und postfunktionelle Rezeptoren im Auge sowie auf α2-Rezeptoren im zentralen Nervensystem resultiert.
Bei einer Untersuchung des Wirkortes von Apraclonidin wurde zufällig eine Umkehrung der Anisokorie bei Patienten mit fehlender sympathischer Innervation einer Pupille (Horner-Syndrom) aufgrund seiner α1-Wirkung auf eine Pupille mit Denervationsüberempfindlichkeit festgestellt. So kann der Arzneistoff als diagnostischer Test für das Horner-Syndrom verwendet werden.

## Synthese
Die mehrstufige Synthese von Apraclonidin ist in der folgenden Reaktionssequenz beschrieben:
Im ersten Schritt der Synthese wird 2,6-Dichlor-4-nitroanilin zu N-(4-Amino-3,5-dichlorphenyl)trichloracetamid umgesetzt, welches schließlich mit Methansäure und Essigsäureanhydrid zu 2,2,2-Trichlor-N-{3,5-dichlor-4-[(hydroxymethyl)amino]phenyl}acetamid umgesetzt wird. Daraufhin wird durch Zugabe von Thionylchlorid und Sulfurylchlorid N-[4-(Dichlormethylenamino)-3,5-dischlorphenyl]trichloracetamid erhalten. Letzteres reagiert mit Ethylendiamin und Ammoniak zu Apraclonidin.

## Handelsnamen
Iopidine (D, I, J)

### Verwendung
Zusatztherapeutikum zur Kurzzeitbehandlung des chronischen Glaukoms bei Patienten, deren bestehende Therapie die Höchstdosis erreicht hat, die jedoch auf eine zusätzliche Senkung des Augeninnendrucks angewiesen sind, um eine Laserbehandlung oder eine Glaukom-Operation hinauszuzögern.

### Nebenwirkungen
Zu den häufigsten möglichen unerwünschten Wirkungen gehören lokale Reaktionen wie zum Beispiel Juckreiz, Tränenfluss und ein unangenehmes Gefühl. Weitere häufige Nebenwirkungen sind eine Beeinträchtigung des Geschmackssinns, Kopfschmerzen und Schwäche.